# Korniivka, Bârzula
Korniivka (în ucraineană Корніївка) este un sat în comuna Liubașivka din raionul Bârzula, regiunea Odesa, Ucraina.

## Demografie
Componența lingvistică a localității Korniivka
     Ucraineană (100%)
Conform recensământului din 2001, toată populația localității Korniivka era vorbitoare de ucraineană (100%).